# ウェット・ドリーム
| 専門評論家によるレビュー | 専門評論家によるレビュー |
| レビュー・スコア         | レビュー・スコア         |
| 出典                     | 評価                     |
| ------------------------ | ------------------------ |
| オールミュージック       | [ 1 ]                    |
| Car Stereo Review        | [ 2 ]                    |

『ウェット・ドリーム』（Wet Dream）は、1978年にリリースされたピンク・フロイドのキーボード奏者であるリチャード・ライトのファースト・ソロ・アルバムである。

## 成り立ち
本作は、リチャード・ライトによりセルフ・プロデュースされ、ジュリエット・ゲイルとして後にピンク・フロイドへと進化する前の初期バンドで、そのメンバーであった当時の妻ジュリエットと共作した「アゲンスト・ザ・オッズ」を除く曲を、自らが作詞・作曲している。1978年初頭に、アルプ＝マリティームにあるスーパー・ベア・スタジオで録音された。
 このアルバムを作ることで、次のフロイドで起こることのため、私の創造的なエネルギーを取り戻すことができました。 —リチャード・ライト、

## リリースと反響
アルバムは当時、ほとんど気づかれていなかった。このアルバムは、ライトの母国であるイギリスでは長いこと絶版になっているが、1990年代にアメリカとカナダでCDで再発されて、ある程度の成功を収め、ライトの死後、2008年にオーストラリアで再びリリースされた。
2023年には、リミックスを施された上で、通常のCD、LPレコード、ブルーレイディスクの三形態で再発売された。

## 曲目リスト
作詞・作曲、リチャード・ライト（「アゲンスト・ザ・オッズ」を除く）
| #  | タイトル                                                                                  | 作詞 | 作曲・編曲 | 時間 |
| -- | ----------------------------------------------------------------------------------------- | ---- | ---------- | ---- |
| 1. | 「メディタルニアン・シー - "Mediterranean C"」(インストゥルメンタル)                      |      |            | 3:52 |
| 2. | 「アゲンスト・ザ・オッズ - "Against the Odds"」(リチャード・ライト、ジュリエット・ライト) |      |            | 3:57 |
| 3. | 「キャット・クルーズ - "Cat Cruise"」(インストゥルメンタル)                               |      |            | 5:14 |
| 4. | 「サマー・エレジー - "Summer Elegy"」                                                     |      |            | 4:53 |
| 5. | 「ウェイヴズ - "Waves"」(インストゥルメンタル)                                            |      |            | 4:19 |

| #   | タイトル                                                                              | 作詞 | 作曲・編曲 | 時間 |
| --- | ------------------------------------------------------------------------------------- | ---- | ---------- | ---- |
| 6.  | 「ホリデイ - "Holiday"」                                                              |      |            | 6:11 |
| 7.  | 「マッド・ヤニス・ダンス - "Mad Yannis Dance"」(インストゥルメンタル)                 |      |            | 3:19 |
| 8.  | 「ドロップ・イン・フロム・ザ・トップ - "Drop In from the Top"」(インストゥルメンタル) |      |            | 3:25 |
| 9.  | 「ピンクズ・ソング - "Pink's Song"」                                                  |      |            | 3:28 |
| 10. | 「ファンキー・ドゥ - "Funky Deux"」(インストゥルメンタル)                             |      |            | 4:57 |

## パーソネル
- リチャード・ライト (Richard Wright) - ピアノ、エレクトリック・ピアノ、ハモンドオルガン、オーバーハイム、シンセサイザー、ボーカル
- メル・コリンズ (Mel Collins) - サクソフォーン (1,3,5,7,10)、フルート (9)
- スノウィー・ホワイト (Snowy White) - ギター
- ラリー・スティール (Larry Steele) - ベース
- レッグ・イシドア (Reg Isidore) - ドラム、パーカッション
- ヒプノシス (Hipgnosis) - アルバム・カバー・デザイン、写真

## 参照
1. ↑  Allmusic review
2. ↑  Car Stereo Review review
3. ↑  “Wet Dream”. Floydian Slip. 2020年9月7日閲覧。
4. ↑  “The Amazing Pudding Reference Guide on Pink Floyd songs and records”. 2021年3月18日閲覧。
5. ↑  Carruthers, Bob (2011). “The Wall”. Pink Floyd – Uncensored on the Record (E-book ed.). Cooda Books Ltd. ISBN 978-1-908538-27-7 2012年10月1日閲覧。